# Черрето-Санніта
Черрето-Санніта (італ. Cerreto Sannita) — муніципалітет в Італії, у регіоні Кампанія, провінція Беневенто.
Черрето-Санніта розташоване на відстані близько 190 км на схід від Рима, 60 км на північний схід від Неаполя, 26 км на північний захід від Беневенто.
Населення — 3973 особи (2014).

Щорічний фестиваль відбувається 13 червня. Покровитель — Sant'Antonio di Padova.

## Демографія
Населення за роками:

Станом на 1 січня 2023 року в муніципалітеті офіційно проживав 81 іноземець з 21 країни, серед них 46 громадян країн Євросоюзу та 8 громадян України.

## Сусідні муніципалітети
- Кузано-Мутрі
- Гуардія-Санфрамонді
- Морконе
- П'єтрароя
- Понтеландольфо
- Сан-Лоренцелло
- Сан-Лупо